# ورخ-آنویسکویه
ورخ-آنویسکویه (به لاتین: Verkh-Anuyskoye) یک منطقهٔ مسکونی در روسیه است که در سرزمین آلتای واقع شده‌است.